# Intel Compute Stick
Der Intel Compute Stick war ein von Intel hergestellter HDMI-Stick, der erstmals am 24. April 2015 erschien. Durch seine Hardware- und Software-Komponenten galt er als vollwertiger Computer. Im ersten Quartal 2016 erschien die zweite und bislang letzte Generation des Mini-PCs.

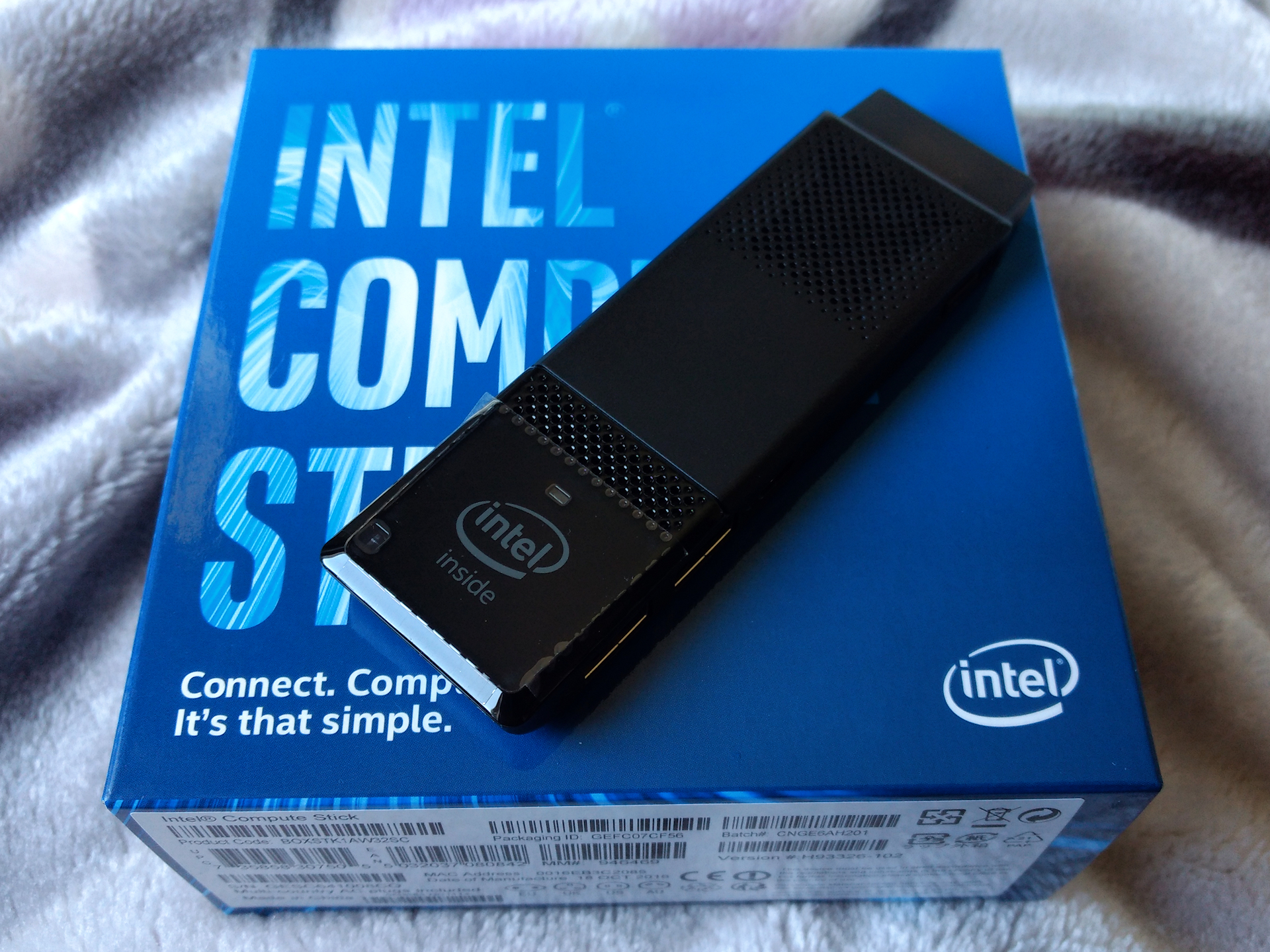
Intel Compute Stick STK1AW32SC (2016)

## Technische Merkmale
Vom Intel Compute Stick gab es in mehrere verschiedene Versionen, die sich in den technischen Merkmalen unterschieden. Die Unterschiede zwischen den Modellen betrafen die Betriebssysteme, die Prozessoren, die Anschlüsse und die Größe des eingebauten Arbeitsspeichers sowie die des integrierten Flash-Speichers.
| Modell      | Betriebssystem            | Arbeitsspeicher               | Flash-Speicher                         | Prozessor                            | Grafik                          | Interfaces                                                           | Sound                    | Abmessungen in mm   | Stromversorgung   |
| ----------- | ------------------------- | ----------------------------- | -------------------------------------- | ------------------------------------ | ------------------------------- | -------------------------------------------------------------------- | ------------------------ | ------------------- | ----------------- |
| STCK1A32WFC | Windows 8.1 Bing (32-Bit) | 2 GB DDR3L (1,35 V; 1333 MHz) | 32 GB eMMC (erweiterbar durch microSD) | Intel Atom Z3735F (Quadcore 1,3 GHz) | Intel HD Graphics, 1× HDMI 1.4a | WiFi, 1× USB 2.0, Bluetooth 4.0, microSD-Slot                        | Intel HD Audio über HDMI | 103,4 × 37,6 × 12,5 | 5 V, 2 A über USB |
| STCK1A8LFC  | Ubuntu 14.04 LTS (64-bit) | 1 GB DDR3L (1,35 V; 1333 MHz) | 8 GB eMMC (erweiterbar durch microSD)  | Intel Atom Z3735F (Quadcore 1,3 GHz) | Intel HD Graphics, 1× HDMI 1.4a | WiFi, 1× USB 2.0, Bluetooth 4.0, microSD-Slot                        | Intel HD Audio über HDMI | 103,4 × 37,6 × 12,5 | 5 V, 2 A über USB |
| STK1AW32SC  | Windows 10 (32-Bit)       | 2 GB DDR3L                    | 32 GB eMMC (erweiterbar durch microSD) | Intel Atom x5-Z8330                  | Intel HD Graphics, 1× HDMI 1.4b | WiFi, 1× USB 3.0, 1× USB 2.0, Bluetooth 4.0, microSD-Slot            | Intel HD Audio über HDMI | 113 × 38 × 12       | 5 V, 3 A über USB |
| STK1A32SC   | –                         | 2 GB DDR3L                    | 32 GB eMMC (erweiterbar durch microSD) | Intel Atom x5-Z8330                  | Intel HD Graphics, 1× HDMI 1.4b | WiFi, 1× USB 3.0, 1× USB 2.0, Bluetooth 4.0, microSD-Slot            | Intel HD Audio über HDMI | 113 × 38 × 12       | 5 V, 3 A über USB |
| STK2m3W64CC | Windows 10 (64-Bit)       | 4 GB LPDDR3                   | 64 GB eMMC (erweiterbar durch microSD) | Intel Core m3-6Y30                   | Intel HD Graphics, 1× HDMI 1.4b | WiFi, 1× USB 3.0 + 2× USB 3.0 (Adapter), Bluetooth 4.2, microSD-Slot | Intel HD Audio über HDMI | 114 × 38 × 12       | 5 V, 3 A über USB |
| STK2mv64CC  | –                         | 4 GB LPDDR3                   | 64 GB eMMC (erweiterbar durch microSD) | Intel Core m5-6Y57                   | Intel HD Graphics, 1× HDMI 1.4b | WiFi, 1× USB 3.0 + 2× USB 3.0 (Adapter), Bluetooth 4.2, microSD-Slot | Intel HD Audio über HDMI | 114 × 38 × 12       | 5 V, 3 A über USB |

Eine Besonderheit des Intel Compute Stick ist die aktive Kühlung, welche die entstehende Abwärme der Komponenten besser ableitet als die passive Kühlung anderer HDMI-Sticks.

## Funktionen

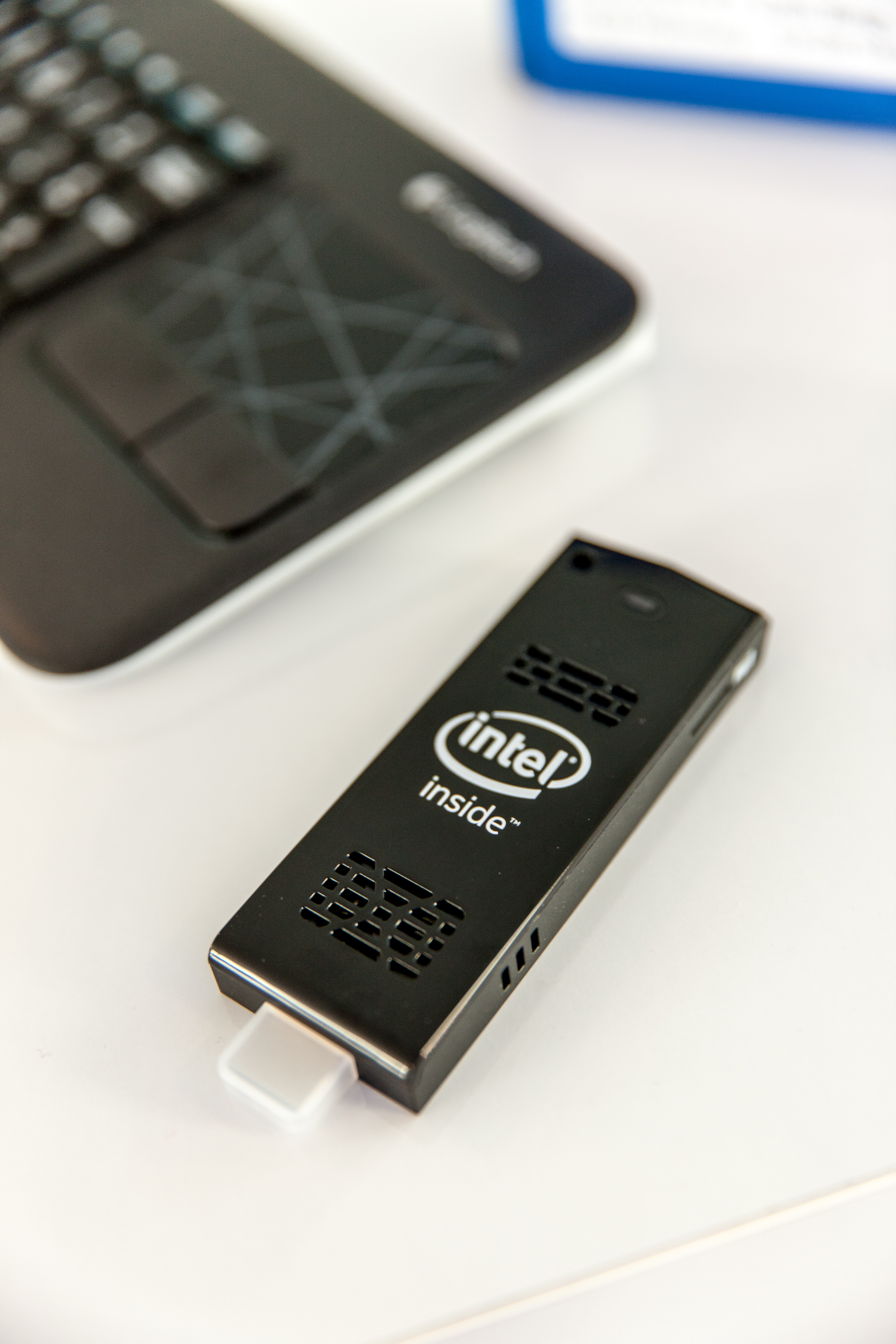
Intel Compute Stick (2015)

Die Komponenten des Intel Compute Stick erlauben die Nutzung, wie sie mit anderen HDMI-Sticks ermöglicht wird. Durch das Anschließen an einen HDMI-fähigen Fernseher oder Monitor kann man auf das Betriebssystem des Sticks zugreifen. So kann der Intel Compute Stick beispielsweise als Streaming Adapter benutzt werden, ähnlich wie bei Amazon-Fire-TV-Geräten. Durch seine erweiterten Komponenten und dem vollwertigen Windows- bzw. Ubuntu-Betriebssystem, kann man den Intel Compute Stick wie einen herkömmlichen PC oder Notebook verwenden. Die Steuerung des HDMI-Sticks kann dabei beispielsweise über USB oder Bluetooth (Maus und Tastatur) vorgenommen werden.

## Rezeption
Verschiedene IT-Zeitschriften beschrieben den Intel Compute Stick nicht wie einen typischen HDMI-Stick, sondern wie einen vollwertigen Computer. Die Computer Bild schrieb: Intel packt mit dem Intel Compute Stick einen kompletten PC in einen HDMI-Stick. Golem.de meint, Intel versuche eine neue Geräteklasse zu erfinden. Beide loben die vergleichsweise hohe Leistung des „mini-PCs“.